# Lorenzo Bertelli
Lorenzo Bertelli (Arezzo, Itàlia; 10 de maig de 1988) és un empresari i pilot de ral·li italià, fill de Patrizio Bertelli i Miuccia Prada. Hereu i membre del consell executiu de Prada, és un pilot habitual al Campionat Mundial de Ral·lis

## Trajectòria esportiva
Bertelli comença a disputar proves de ral·li a Itàlia l'any 2010 amb un Fiat Abarth 500 R3T. Al 2011, amb un Mitsubishi Lancer Evo IX, comença a disputar proves del Campionat Mundial de Ral·lis com el Ral·li de Sardenya o el Ral·li de Catalunya. L'any 2012 disputa la categoria de producció del Mundial de Ral·lis amb un Subaru Impreza STi N15, acabant en desena posició del certamen.
La temporada 2013 i 2014 disputa la categoria WRC 2, finalitzant en tercera posició final al 2014, tan sols per darrere de Nasser Al-Attiyah i Jari Ketomaa, aconseguint la victòria dins de la categoria al Ral·li de Sardenya amb un Ford Fiesta RRC.
La temporada 2015 i 2016, dins del equip FWRT, disputa la màxima categoria amb un Ford Fiesta RS WRC, tenint com a millor resultat un vuitè lloc al Ral·li de Mèxic de 2016.
A partir de la temporada 2017, fruit de la seva cada major vinculació emprasarial en la gestió del grup Prada, Bertelli solament disputa ral·lis del Campionat Mundial de forma esporàdica mitjançant M-Sport, aconseguint com a millor resultat un setè lloc al Ral·li de Nova Zelanda de 2022 amb un Ford Puma Rally1.